# Герасим Люка
Герасим Люка або Геразим Лука (рум. Gherasim Luca; фр. Ghérasim Luca; власне Залман Локер, 23 липня 1913, Бухарест — 9 лютого 1994, Париж) — румунський, а потім французький поет і художник, близький до сюрреалізму.

## Біографія
З сім'ї євреїв-ашкеназів, син кравця. Входив у групу румунських сюрреалістів (Трістан Тцара, Бенжамен Фондан, Констянтин Бринкузі, Віктор Браунер, Джеллу Наум та ін.). З 1952 жив (без документів, називаючи себе апатридом) у Парижі, на Монмартрі. Володів їдишем, румунською, німецькою, французькою мовами, перейшов на французьку. Співпрацював із сюрреалістами, але ніколи не входив до групи. Дружив із Целаном. Його найближчим другом і співавтором був художник і скульптор, також виходець з Румунії, Жак Ерольд, подругою — художниця Мішлін Катті, яка брала участь у його перформансах, показаних у Франції, Швейцарії, Норвегії, Швеції, США. Вплинув на багатьох молодих поетів, серед яких був Олів'є Кадьо. Його експериментальні вірші, близькі до саунд-арту, високо цінував Жиль Делез. Книги Люка перекладені англійською та іспанською.
1994 року був офіційно виселений із квартири «з міркувань гігієни». Наклав на себе руки, кинувшись у Сену.

## Книжки
- Roman de dragoste, Colecția Alge, 1933
- Fata Morgana, Atelierele Ramuri, 1937
- Un lup privit printr-o lupă, București, 1942
- Iubită cantitativă, Editura Uitării, București, 1944
- Vampirul pasiv, cu o introducere asupra obiectului obiectiv găsit, Editura Uitării, București, 1945
- Un lup văzut printr-o lupă, Editura Negația Negației, 1945, з ілюстраціями Долфі Троста
- Inventatorul iubirii, urmat de Parcurg imposibilul de Marea Moartă, Editura Negația Negației, 1945, з 5 «кубоманіями» автора
- Dialectique de la dialectique, Éditions surréalistes, Bucarest, 1945 (у співавторстві)
- Les Orgies des Quanta, Éditions de l'Oubli, Bucarest, 1946
- Amphitrite, Éditions de l'Infra-noir, Bucarest, 1945
- Le Secret du vide et du plein, Éditions de l'Oubli, Bucarest, 1947
- Héros-Limite, Le Soleil Noir, Paris, 1953
- Ce Château Pressenti, Méconnaissance, Paris, 1958, з гравюрою Віктора Браунера
- La Clef, Poème-Tract, 1960, Paris
- L'Extrême-Occidentale, Éditions Mayer, Lausanne, 1961, з гравюрами Ганса Арпа, Віктора Браунера, Макса Ернста, Жака Ерольда, Віфредо Лама, Роберто Матти, Дороті Теннін
- La Lettre, Paris, 1960 (роман)
- Presence de l'imperceptible. 'Vers le Non-Mental' et 'Vers la Pure Nullité', ілюстрації Поля Бюрі
- Le Sorcier noir, Paris, 1996 (у співавторстві з Жаком Ерольдом)
- Sept slogans ontophoniques, Brunidor, Paris, 1963, з гравюрами Жака Ерольда, Жизель Целан-Лестранж та ін.
- Poésie élémentaire, Éditions Brunidor, Vaduz, Liechtenstein, 1966
- Apostroph'Apocalypse, Éditions Upiglio, Milan, 1967, з 14 гравюрами Вифредо Лама
- Sisyphe Géomètre, Éditions Claude Givaudan, Paris, 1967, з електричною скульптурою Петра Ковальського
- Droit de regard sur les idées, Brunidor, Paris, 1967
- Déférés devant un tribunal d'exception Paris, 1968
- Dé-Monologue, Brunidor, Paris, 1969, з гравюрами Мішлін Катті
- La Fin du monde, Éditions Petitthory, Paris, 1969, з фронтисписом роботи Мішлін Катті та 5 малюнками автора
- Le Tourbillon qui repose, Critique et Histoire, 1973
- Le Chant de la carpe, Le Soleil Noir, Paris, 1973, з аудіодиском автора та скульптурою Петра Ковальського (перевид. José Corti, 2001)
- Présence de l'imperceptible, Franz Jacob, Châtelet, з ілюстраціями Поля Бюрі
- Paralipomènes, Le Soleil Noir, Paris, 1976, з «кубоманією» автора
- Théâtre de Bouche, Criapl'e, Paris, 1984, з гравюрами та малюнками Мішлін Катті
- Satyres et Satrape, Éditions de la Crem, Barlfeur, 1987
- La proie s'ombre, Éditions José Corti, Paris, 1991
- Le Cri, Éditions Au fil de l'encre, Paris, 1995
- La voici la voie silanxieuse, Éditions José Corti, Paris, 1997
- Un loup à travers une loupe, Éditions José Corti, Paris, 1998
- Levée d'écrou, Éditions José Corti, Paris, 2003
- Sept slogans ontophoniques, Paris, Éditions José Corti, 2008

## Каталоги виставок
- Gherasim Luca, Trost: presentation de graphies colorées, de cubomanies et d'objets: 7 Janvier — 28 Janvier 1945. Bucarest: Independenta, 1945
- Gherasim Luca: Le ton erre confit dans ciel: Exposition, 14 febrier-16 mars 1986. Villeneuve-d'Ascq: Musée d'art moderne, 1986